# Artediellus scaber
Artediellus scaber är en fiskart som beskrevs av Knipowitsch, 1907. Artediellus scaber ingår i släktet Artediellus och familjen simpor. Inga underarter finns listade i Catalogue of Life.

## Bildgalleri

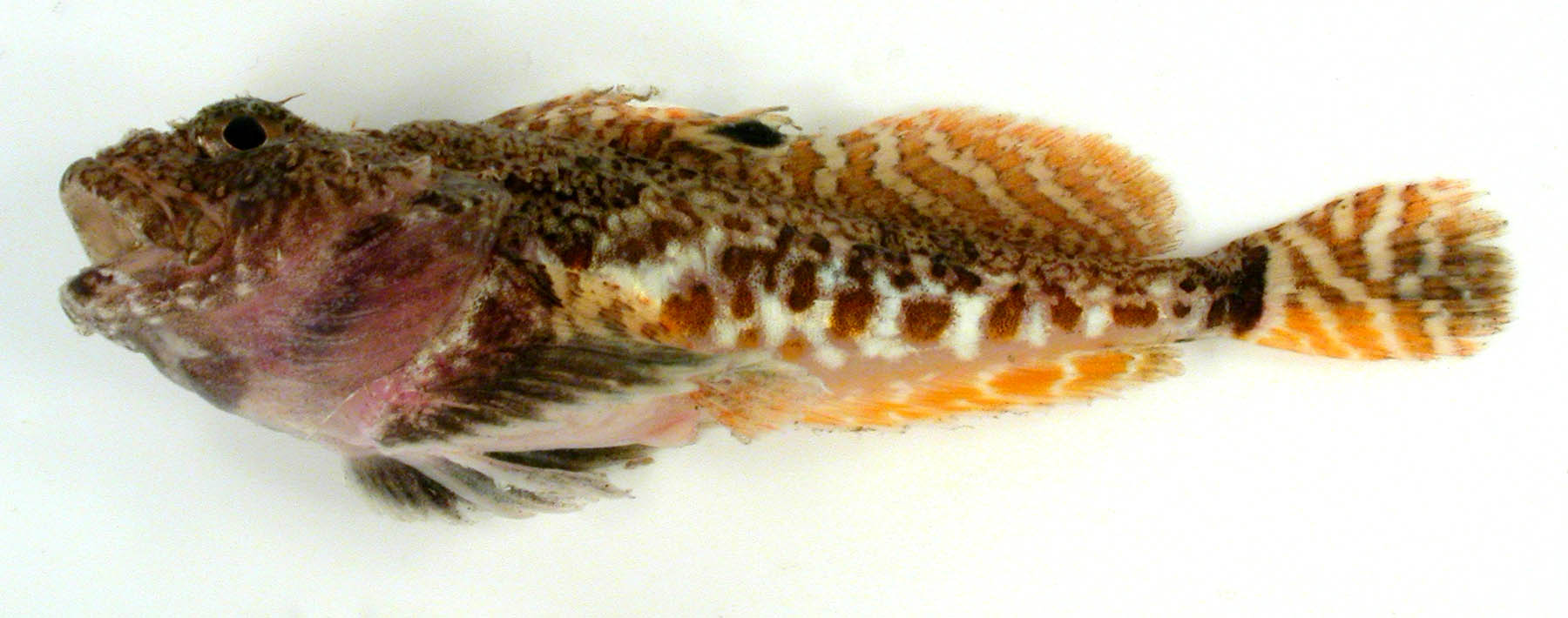